# Suport de trepant
Un suport de trepant, és un dispositiu al qual es pot muntar un trepant de mà per controlar com s'introdueix la broca a la peça de treball . Permeten utilitzar els trepants manuals de manera similar a una simple premsa de trepant de taula o una màquina de trepar magnètica . El seu propòsit és el mateix que el d'una columna de trepant, és a dir, facilitar la perforació de forats perpendiculars a una superfície. Sovint són lleugers i mòbils. Alguns suports de perforació tenen angles ajustables. Van des de versions senzilles per a aficionats amb molt de joc fins a versions industrials professionals amb una base magnètica per perforar acer . Alguns es poden cargolar o fixar a la peça de treball.

## Muntatge
Tradicionalment, molts suports de trepant han tingut una brida europea de 43 mm per fixar el trepant. Aquest patró de muntatge s'adapta a la majoria de trepants manuals amb cable.
No obstant això, la pinça Euro és compatible amb molt pocs trepants sense fil moderns. Per solucionar aquest problema, hi ha alguns suports de trepant amb un mandrí i un eix integrats que es poden connectar al mandrí del trepant sense fil.

## Característiques
- L'angle de perforació desitjat es pot mantenir més fàcilment i amb una major repetibilitat
- La peça de treball es pot subjectar manualment o a la guia de perforació amb dispositius de subjecció
- El topall de la broca[6] permet una profunditat precisa en perforar forats cecs
- L'eficiència es pot augmentar encara més combinant-la amb brides de ranura en T o altres accessoris com ara una taula de coordenades.
- La palanca d'alimentació proporciona un efecte de palanca que pot reduir la força de la mà necessària per introduir el trepant a la peça de treball.